# Galaxy 3R
O Galaxy 3R (também conhecido por G-3R, Galaxy 8 e Anik E2R) foi um satélite de comunicação geoestacionário construído pela Hughes. Na maior parte de sua vida ele esteve localizado na posição orbital de 95 graus de longitude oeste e foi operado inicialmente pela PanAmSat e posteriormente pela Telesat Canada. O satélite foi baseado na plataforma HS-601 e sua expectativa de vida útil era de 8 anos. O mesmo saiu de serviço em 15 de janeiro de 2006.

## História
O Galaxy 3R que era operado pela PanAmSat Corporation, foi usado para fornecer serviços de vídeo e telecomunicações em todo os Estados Unidos. A capacidade de banda Ku do satélite também podia ser comutada para fornecer cobertura sobre a América Latina.
O satélite Galaxy 3R experimentou um fracasso de seu processador principal de controle espacial (SCP), o que fez o satélite mudar automaticamente para o controle de seu back-up SCP em 21 de abril de 2001. Em 15 de janeiro de 2006, foi detectada uma anomalia em seu SCP secundário.

## Lançamento
OO satélite foi lançado com sucesso ao espaço no dia 15 de dezembro de 1995, por meio de um veículo Atlas IIA a partir da Estação da Força Aérea de Cabo Canaveral, na Flórida, EUA. Ele tinha uma massa de lançamento de 3.069 kg.

## Capacidade e cobertura
O Galaxy 3R era equipado com 24 transponders de banda C e 24 em banda Ku. Os 24 transponders de banda C eram usados para a cobertura dos Estados Unidos, principalmente para a distribuição de programação de vídeo. Os 24 transponders em banda Ku eram usados para serviços de telecomunicações e de serviços de televisão. A área de cobertura da carga de banda Ku era comutável, assim, inicialmente, os transponders foram usados para a cobertura da América Latina para entregar a programação da DirecTV para a América Latina e o Caribe. Com a implantação do Galaxy 8i no início de 1998, a área de cobertura de banda Ku do Galaxy 3R foi mudada para os Estados Unidos.